# Giuseppe Caselli (architetto)
Giuseppe Caselli (primi anni del XVIII secolo) è stato un architetto italiano, molto attivo nella città di Alessandria.

## Biografia
Poco si sa della vita dell’architetto Giuseppe Caselli, nipote del capomastro Giuseppe. 
Fu molto attivo  nella città di Alessandria dove nel 1768, progettò e costruì un arco celebrativo della visita del Re di Sardegna Vittorio Amedeo III e della sua consorte Maria Antonia Ferdinanda di Borbone. Collaborò nella prima metà del settecento con Benedetto Alfieri nel cantiere di Palazzo Ghilini e ricoprì l’incarico di perito dell’amministrazione civica della città e in questa veste progettò l’edificio della nuova fiera, il nuovo palazzo comunale e il teatro municipale, le carceri e i macelli. Si dedicò anche alla libera professione e progettò le chiese della confraternita Domus Magnae (tra il 1765 e il 1769), in via Ghilini e di San Lorenzo, nella via omonima.
Sono incerti il luogo e l'anno della sua morte.